# Трг (Озаљ)
Трг је насељено место у саставу града Озља у Карловачкој жупанији, Хрватска. До територијалне реорганизације у Хрватској налазио се у саставу старе општине Озаљ.

## Становништво
На попису становништва 2011. године, Трг је имао 195 становника.

## Попис1991.
На попису становништва 1991. године, насељено место Трг је имало 403 становника, следећег националног састава:
| Попис 1991.‍  | Попис 1991.‍  | Попис 1991.‍ | Попис 1991.‍ | Попис 1991.‍ |
| ------------ | ------------ | ----------- | ----------- | ----------- |
|              |              |             |             |             |
| Хрвати       | Хрвати       |             | 387         | 96,02%      |
| Срби         | Срби         |             | 2           | 0,49%       |
| Црногорци    | Црногорци    |             | 1           | 0,24%       |
| остали       | остали       |             | 2           | 0,49%       |
| неопредељени | неопредељени |             | 4           | 0,99%       |
| непознато    | непознато    |             | 7           | 1,73%       |
| укупно: 403  |              |             |             |             |